# Лунгуль
Лунгу́ль (або Лунгул) — вершина Покутсько-Буковинських Карпат. Розташована на межі Вижницького та Путильського районів Чернівецької області, на південь від села Долішній Шепіт і на північний схід від села Руська.

## Параметри
Висота гори — 1377,4 м. Вершина має округлу форму, схили круті (крім привершинних ділянок), подекуди — кам'яні осипища. Гора складається з пісковиків. Схили вкриті ялиновими лісами з домішкою ялиці та бука.
Гора є частиною хребта Довгий Грунь. На північний захід розташована гора Маґура і перевал Шурдин (1173 м), на північний схід — перевал Садеу (1077 м), за яким простягається хребет Чимирна. На південь від гори проходить українсько-румунський кордон.
Найближчий населений пункт: село Руська.